# Грађанска кућа у улици Бранислава Нушића број 25 у Лесковцу
Грађанска кућа у улици Бранислава Нушића број 25 у Лесковцу је грађевина која је саграђена почетком 20. века. С обзиром да представља значајну историјску грађевину, проглашена је непокретним културним добром Републике Србије. Налази се у Лесковцу, под заштитом је Завода за заштиту споменика културе Ниш.

## Историја
Привредни успон Лесковца од краја 19. века па до Првог светског рата је имао утицај на саму градњу тако да се као инвеститори јављају представници обогаћених слојева градећи себи у првом реду зграде за становање са фасадним детаљима са обележјем одређених стилских манира, најчешће под утицајем неоренесансе, разних романтичарских облика и посебно сецесије у нешто каснијем периоду. Међу изузетно вредним својом архитектуром се издваја породична зграда за становање у Улици Бранислава Нушића број 25. на КП 4881 КО Лесковац. Саграђена је почетком 20. века, представља један од малог број примера са потпуно очуваним фасадним детаљима и декорацијом у комбинацији стилова неке врсте еклектичке ренесансе и сецесије. У централни регистар је уписана 15. августа 2016. под бројем СК 2183, а у регистар Завода за заштиту споменика културе Ниш 28. јуна 2012. под бројем СК 361.